# 신정통주의
신 정통주의(新正統主義, neo-orthodoxy)는 위기의 신학(theology of crisis), 변증법적 신학(독일어: Dialektische Theologie, 영어: dialectical theology)이라고도 불린다. 내재주의를 강조하는 자유주의의 신학에 대한 반발로 시작되었다. 개신교 신학자 카를 바르트로부터 시작되었으며 《로마서 주석 (1919)》이 대표적이다. 제1차 세계대전 이후에 발전한 개신교 신학이며, 카를 바르트(1886~1968년), 에밀 브루너(1899~1966년), 에두아르드 투르나이젠, 파울 틸리히, 루돌프 불트만에 의하여 본격적으로 확대되었다. 두 니부어 형제, 즉 라인홀드 니부어(1892~1971년)와 헬무트 리처드 니부어 (1894년-1962년)가 미국 교회에서 대표적인 신정통주의자로서 활동하였다.

## 사상

### 계시
신정통주의는 기독교 교리의 근원으로써 하나님의 계시를 강조한다. 이는 토마스 아퀴나스 등 자연을 관찰하고 이성으로 분석하면 하나님을 깨달을 수 있다는 자연신학에 반대되는 것이다. 자유주의 신학은 관찰과 이성을 통해 하나님에 대한 지식을 얻을 수 있다고 한다. 바르트는 이러한 자연 신학을 완전히 반대하였지만, 브루너는 자연 신학은 나름대로 중요한 역할을 한다고 보아 바르트와는 다른 관점을 가졌다. 카를 바르트는 하나님의 말씀을 강조하여 하나님은 말씀하신다(Deus Dexit)라고 선언하였다.

### 하나님의 초월성
신정통주의 신학자들은 하나님의 초월성을 강조했다. 바르트는 하나님의 내재성이, 사람으로 오신 하나님을 상상하는 데 필요하다고 했다. 그는 하나님을 인간과는 다른 분 즉, 절대타자로 이해하였다.

### 실존주의
신정통주의자들은 실존주의의 개념을 이용했다. 루돌프 불트만은 1920년대에 바르트, 브루너와 영향을 주고 받았다. 그는 마르부르크 학파, 특히 독일의 철학자 마르틴 하이데거에게 영향을 많이 받았다. 라인홀트 니부어와 칼 바르트는 19세기 덴마크의 기독교 철학자 쇠렌 키르케고르의 저작에 영향을 많이 받았다. 키르케고르는 자유주의 모더니스트 기독교가 이성으로 기독교를 이해하려고 노력하는 것을 비판했다. 그는 또한 요하네스 클리마쿠스라는 필명의 저작을 통해서 기독교는 부조리하여 인간 이성을 초월한다고 했으며, 개인들에게 모순되는 선택을 하도록 한다고 했다. 기독교인이 되는 것은 이성적인 결단이 아니며, 믿음에 의한 도약 즉, 눈에 보이지 않는 것을 믿는 것이라고 주장했다.

## 종교사회주의 운동
신정통주의 신학자들은 목회 경험으로  자본주의 체제는 이윤추구를 목적으로 하기 때문에 노동자들에 대한 착취와 소외를 유발한다는 사실을 직시하고 종교 사회주의 운동을 실천하였는데, 여기서 종교사회주의 운동은 예수의 하나님 나라 운동에 근거하여 사회문제 특히 노동자 계급에서의 문제와 기독교 신앙과의 관계를 정립하기 위해 등장한 개신교 교회의 신학운동이다. 종교사회주의에선 인간의 책임하에 정의로운 사회를 형성하는 일과 하나님 나라와의 조화를 찾고자 하였으며,사회주의를 대다수의 기독교인들과는 달리 반(反)기독교적인 사상이라고 해서 배척하기보다는 기독교와 사회주의간의 연관성을 찾고자 하였다.

## 다른 기독교 신학와의 관계
신정통주의는 (비슷한 용어를 많이 쓰는) 자유주의 신학과도 (교리가 비슷한) 복음주의 신학과도 다르다.
성경의 초자연성 즉, 아담과 이브의 실재성, 역사성등에 회의적이다 보니, 복음주의와는 사뭇 거리가 멀다.

## 같이 보기
- 현대신학
- 자유주의 신학
- 카를 바르트

## 참고 문헌
- 카를 바르트: 《로마서주석》(독일어: Der Römerbrief), 1919 (새로찍음 1963), 신판 1922
- 빌프리드 헬레(Wilfried Härle): 《변증법적 신학》(독일어: Dialektische Theologie). Theologische Realenzyklopädie 8 (1981), p. 683-696
- 디트리히 본회퍼: 《칼 바르트와의 편지》(독일어: Briefwechsel mit Karl Barth, 전집, Eberhard Bethge, I, 1955, 106 ff.; II, 1959, 39 ff. 126 ff. 283 ff. 631.